# Gilbertolus maracaiboensis
Gilbertolus maracaiboensis är en fiskart som beskrevs av Schultz, 1943. Gilbertolus maracaiboensis ingår i släktet Gilbertolus och familjen Cynodontidae. Inga underarter finns listade i Catalogue of Life.